# Lago DeGray
Il lago DeGray (in inglese DeGray Lake, AFI /ˈðeɡɹeɪ/) è un serbatoio sul fiume Caddo costruito dal Corpo degli ingegneri dell'esercito degli Stati Uniti in Arkansas, a 8 miglia (13 km) da Arkadelphia. L'Arkansas Scenic Byway 7 si trova sulla sponda orientale del lago e offre vedute sul lago e anche luoghi in cui soggiornare. Il DeGray Lake Resort State Park è stato inaugurato nel 1974 per incoraggiare il turismo e le attività ricreative sul lago DeGray.

## Storia

### Preistoria
La storia documentata dell'area DeGray risale al 700 d.C., quando l'area era abitata dai nativi Caddo. Si ritiene che Caddo sia una versione abbreviata della parola indiana "kadohadacho", la quale fu utilizzata per identificare la grande famiglia di tribù che vivevano nel sud-ovest dell'Arkansas, nel nord-ovest della Louisiana e nel nord-est del Texas. Gli storici ritengono che ci fossero almeno 12 tribù in questa confederazione che di solito si insediavano lungo i torrenti. Hernando de Soto venne ad esplorare questa zona nel 1541, dopo aver scoperto le sorgenti calde. Lo stile di vita degli indiani Caddo subì un irreversibile cambiamento quando entrarono in contatto con gli esploratori spagnoli; gli indiani furono presentati al cavallo. Gli indiani Caddo eccellevano nella lavorazione della ceramica e molti ottimi esempi del loro lavoro si trovano in collezioni private della zona. I Caddo avevano credenze religiose, sociali ed economiche e credevano nell'aldilà. Ogni sottotribù aveva il proprio capo ed il villaggio era costituito da casette di paglia. La loro società apprezzava l'onestà, l'ospitalità e il buon vicinato. I Caddo erano contadini e le loro coltivazioni si basavano su mais, zucca, zucche e fagioli e aggiungevano alla loro dieta cibo proveniente dal raccolto nei boschi (bacche, noci, ecc.), oppure cacciando e pescando. L'Università dell'Arkansas ha effettuato un'indagine sui siti archeologici conosciuti all'interno dell'area del bacino idrico. Quattordici siti sono stati scoperti e studiati. È stato effettuato un ampio scavo nel sito di Powell, un Tempio in un tumulo nella contea di Clark. Sono stati rinvenuti molti manufatti e dati archeologici significativi. Nel XVIII secolo, i cacciatori di pellicce francesi portarono il commercio nell'area con i loro efficaci metodi di cattura. Il lago DeGray ha infatti preso il nome da un commerciante di pellicce francese, DeGraff, che si stabilì in questa regione. Diversi manufatti sono stati trovati vicino al sito della diga e molti sono stati portati in un'università locale, la Henderson State University.

## Flora e fauna

### Fauna
Il lago DeGray supporta una varietà di fauna selvatica e non selvatica. Scoiattoli e conigli predominano come selvaggina di montagna. Cervi, castori, tacchini, procioni, armadilli, quaglie e colombe si trovano in quantità moderata. Pochissimi uccelli acquatici nidificano lungo il fiume Caddo, ma il lago funge da sosta per gli uccelli migratori. Una varietà di usignoli insieme ad altri uccelli, come falchi, gufi, aironi e avvoltoi, sono residenti permanenti o migrano attraverso l'area di DeGray. Le aquile calve sono state avvistate sul lago nei mesi invernali. Il lago ha inondato gli ambienti che un tempo ospitavano cervi, scoiattoli, castori e tacchini selvatici. La gestione delle terre periferiche ha determinato se questi habitat rimanenti venissero distrutti a causa dell'invasione strutturale o umana. La foresta di latifoglie è l'unica nella zona e questo habitat è destinato ad essere protetto. Le terre sgomberate verranno mantenute come habitat per cervi, quaglie, colombe e conigli. Grandi porzioni di terra, non adatti allo sviluppo ricreativo, saranno accantonati per preservare gli habitat della fauna selvatica, sia per scopi di caccia che per il sostegno di specie non selvatiche.
Il lago DeGray, con 13.420 acri di superficie a piena potenza, ha il potenziale per garantire una notevole pesca sportiva annuale. Oltre al reclutamento naturale della pesca dalle popolazioni originarie del fiume Caddo, la Commissione per la selvaggina e il pesce dell'Arkansas ha avviato un programma integrativo di stoccaggio di pesce nel 1969. Boccalone, pesce gatto, Red-ear, pesce persico, e spigola bianca sono stati riforniti seguiti da sacche di agone per integrare il mangime del pescato. Per offrire varietà di pesca sportiva e per integrare la popolazione di predatori, sono state rifornite anche specie esotiche (walleye, luccio del nord e muskellunge). Le popolazioni ittiche nel lago DeGray sono ancora in crescita e non hanno ancora raggiunto il pieno potenziale. Tuttavia, è stata realizzata una buona pesca di spigola, orata e crappie. Sono state segnalate alcuni pescati di lucci settentrionali, ma il destino del walleye e delle forniture di muskellunge è sconosciuto. A causa della loro somiglianza, alcuni dei lucci del nord catturati potrebbero in realtà essere muskellunge. Il lavoro di campionamento ha indicato che nessuna delle specie esotiche si sta riproducendo nel lago. Il mantenimento del restante ecosistema di acqua calda a valle è possibile grazie alla struttura di presa a più livelli nella diga. Questa struttura può prelevare selettivamente l'acqua da un intervallo verticale di quasi 18 metri, consentendo così il prelievo dagli strati della temperatura desiderata. La piscina di 90 acri sotto ri-regola la maggior parte dei sistemi idroelettrici. Di conseguenza, lo smallmouth e il pesce persico, il warmouth, il red-ear, il sunfish e il pesce gatto americano vengono catturati nel fiume Caddo inferiore.

## Infrastrutture

### Diga
Il progetto della diga DeGray, che comprende il controllo delle inondazioni, l'energia elettrica e l'approvvigionamento idrico, si trova nel nord della contea di Clark, Arkansas, sul fiume Caddo, a circa otto miglia sopra la sua confluenza con il fiume Ouachita. Il progetto per il lago DeGray prevedeva la costruzione della diga DeGray con un'altezza di circa 73 metri, sopra il fiume Caddo, una diga che divide il fiume Caddo e il Bayou de Roche, uno sbocco, uno sfioratore incontrollato e una centrale elettrica.

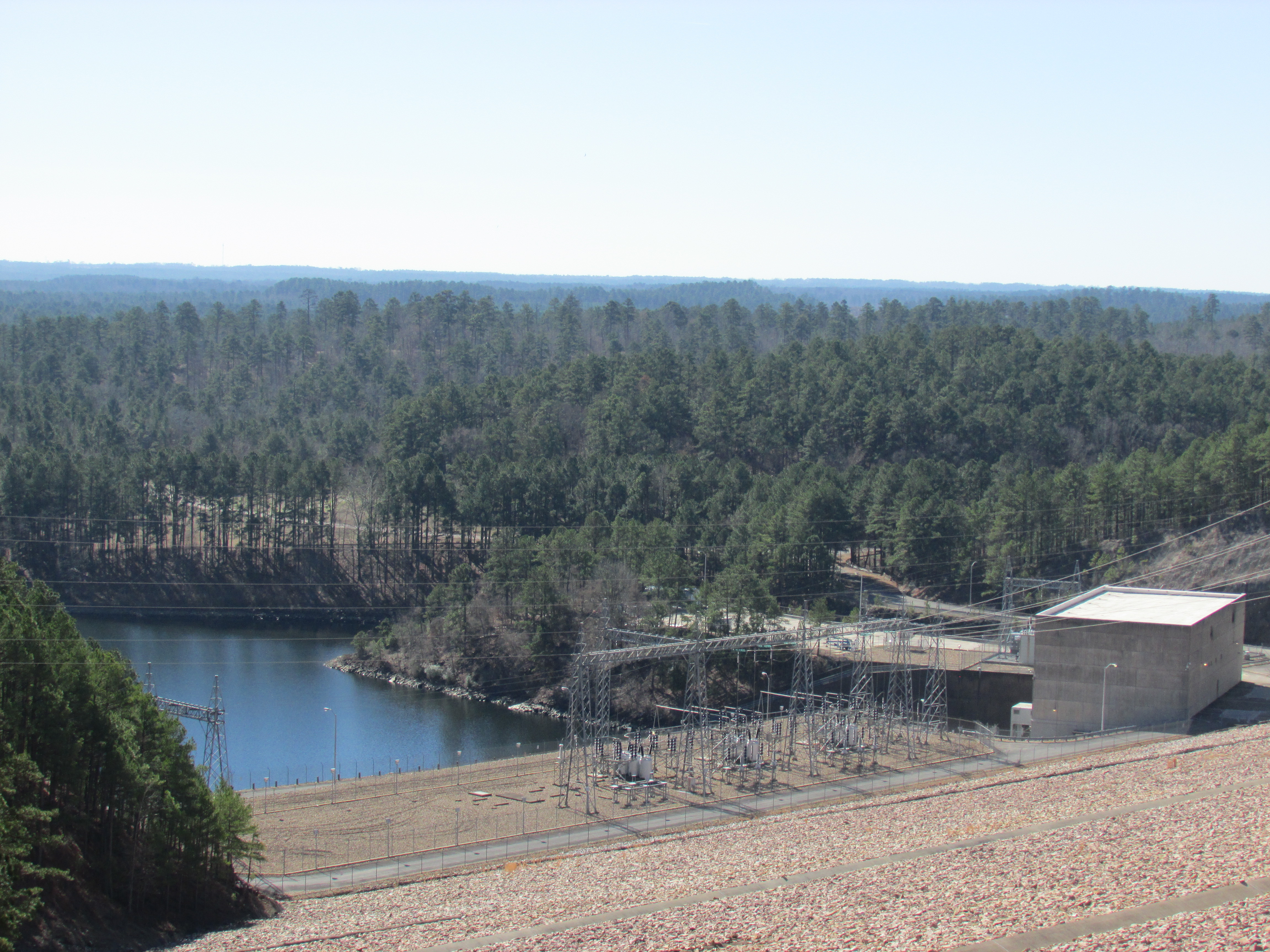
Centrale elettrica di DeGray

Il lago e la diga DeGray furono autorizzati dal Congresso nel River and Harbour Act del 1950. Il Congresso approvò la legge sull'approvvigionamento idrico del 1958, che prevedeva l'inclusione dell'approvvigionamento idrico municipale e industriale come uno degli scopi del progetto. La costruzione della diga iniziò nel 1962 e fu completata nel 1972 per un costo di 63800000 $. Una turbina idraulica da 40 MW e una turbina da 28 MW generano elettricità per la Southwestern Power Administration di Arkansas, Texas e Oklahoma. La diga DeGray trattiene le acque del fiume Caddo per formare un lago per il controllo delle inondazioni che copre 13 400 acri (5 400 ha), e un litorale di 207 miglia (333 km).
Molti dei residenti di lunga data ricordano le famiglie della zona che sono state "acquistate" per riempire l'area dietro la diga. Ai residenti veniva offerto denaro per la loro proprietà, in modo che il lago potesse essere costruito. Il definitivo sbarramento del fiume Caddo ha costretto molte persone a trasferirsi altrove. Sul fondo del lago sono ancora presenti strutture in mattoni e cemento provenienti da ex fattorie, mentre gli altri resti possono essere trovati in alcune aree vicino alla riva.
Sebbene lo svago svolga un ruolo importante nelle attività quotidiane, l'energia idroelettrica rende questo lago uno dei progetti più efficienti e di maggior produzione di energia del sud. Il lago DeGray detiene il primato come il primo bacino "generatore di energia" nella storia del Corpo degli Ingegneri. Una diga di ri-regolazione forma un serbatoio di 400 acri direttamente sotto il lago principale che funge da bacino di stoccaggio per le funzioni di generazione di energia. Durante determinati periodi, vale a dire quelli di siccità, il generatore da 28.000 KW può essere invertito estraendo l'acqua dal Lago Inferiore nel lago principale per essere nuovamente utilizzata per la generazione di energia idroelettrica. Il lago inferiore, di 400 acri, funge anche da rifugio ideale per gli uccelli acquatici.

## Opportunità di svago

### Svago
Il lago DeGray vanta un'impressionante selezione di opportunità ricreative. Il Corpo di Ingegneri dell'Esercito degli Stati Uniti (USACE) possiedono e gestiscono nove campeggi, due parchi giochi, cinque aree balneari, diverse miglia di piste ciclabili, cinque miglia di sentieri escursionistici e undici rampe per barche. Il campeggio sull'isola a DeGray è vietato ma è consentito sul lago Ouchita. Il lago DeGray offre una varietà di strutture e luoghi per uso diurno per tutta la sua estensione. I padiglioni si trovano sull'autostrada 7, Lago Inferiore, Caddo Drive e Arlie Moore. Ogni padiglione è unico e offre splendide viste sul lago. I padiglioni sono il luogo ideale per riunioni, feste di compleanno o qualsiasi tipo di evento speciale. Immerse in una chioma boschiva, queste aree offrono un luogo tranquillo per rilassarsi ed entrare in contatto con Madre Natura.  Il Corpo di Ingegneri dell'Esercito degli Stati Uniti offre anche una sala conferenze che è disponibile per l'affitto su base giornaliera. Il Parco Nazionale DeGray condivide anche il litorale sul lago gestito dall'USACE. Il parco nazionale offre anche molte opportunità ricreative. Offre tour esplicativi al tramonto, escursioni guidate e molte altre attività illustrate.

### Caccia
Il lago DeGray WMA vanta una caccia tra le migliori su terreni pubblici nel sud ovest dell'Arkansas. A causa della variegata popolazione faunistica di DeGray, offre un'esperienza divertente per i cacciatori di tutti i livelli. Tutte le leggi sulla caccia applicabili sono in vigore durante la caccia a DeGray. La Commissione di Caccia e Pesca dell'Arkansas rilascia licenze ed etichette per applicarle alla caccia. La selvaggina offerta da DeGray per la caccia include quaglie, anatre, oche, conigli, scoiattoli, orsi, tacchini e cervi che sono i più popolari. I ranger dell'USACE offrono diversi eventi di caccia durante l'anno per vari tipi di selvaggina. Il Corpo degli Ingegneri ha domande di permesso per la caccia da giovani o richieste di permesso di caccia di uccelli acquatici da persone con mobilità ridotta presso l'ufficio del progetto. La caccia è vietata in tutte le aree ricreative ed è consentita solo nelle aree designate della WMA.

### Pesca
Il lago DeGray è noto a livello nazionale per la sua acqua pulita e limpida e il litorale incontaminato. È anche noto per i suoi rigati ibridi, crappie, trota persica e pesce gatto, i quali sono vincitori di trofei. Ogni anno migliaia di persone vengono a pescare nelle acque del lago DeGray. Il fiume Caddo alimenta il lago, rendendolo un ottimo ambiente per i pesci. L'introduzione della stagione dei crappie può essere ascoltata mentre il suono delle barche che affollano il lago proviene da vicino e da lontano. Con numerose baie e rifugi per la pesca lungo il fondo del lago, la cattura del pesce di solito non è un compito troppo difficile. Ogni anno il lago ospita centinaia di tornei di pesca, locali e nazionali. Anche i Park Rangers e il personale organizzano derby di pesca per gruppi di bambini locali e per bambini e adulti diversamente abili. I servizi di guida alla pesca e negozi di esche si trovano anche vicino al lago, oltre a due porti turistici situati al Parco Nazionale DeGray e Iron Mountain.
Nel 2007, AGFC e USACE hanno introdotto la mosca pakistana per controllare l'Idrilla nel lago DeGray. Le larve di mosca "Pak" avrebbero dovuto mangiare le cime delle piante Idrilla fino a una profondità tale da diminuire la copertura totale della pianta. Gli architetti di questo progetto non prevedevano diversi anni di siccità, che combinati con la mosca Pak, spazzarono via l'Idrilla di DeGray. Il reclutamento del la trota persica ne risentì di conseguenza. Nel tentativo di ringiovanire il lago, AGFC ha collaborato nel 2019 con l'Università dell'Arkansas a Pine Bluff Aquaculture and Fisheries per ripristinare la vegetazione autoctona.

## Impatto locale

### Impatto economico
L'impatto del lago DeGray è importante per l'economia locale dell'Arkansas sudoccidentale. Compresi tutti gli enti sul lago DeGray; USACE, Parco Nazionale DeGray, la Iron Mountain Marina e altri luoghi in affitto privati il lago DeGray ha generato a partire dall'anno fiscale 2016 23502958 $ di spesa per i visitatori entro 30 miglia dalla proprietà del Corpo, 13089995 $ in vendite entro 30 miglia dalla proprietà del Corpo e 220 posti di lavoro. Il denaro speso dai visitatori dei laghi dei Corpi per le spese di viaggio si aggiunge all'economia locale e nazionale sostenendo posti di lavoro e generando reddito. La spesa dei visitatori rappresenta una componente considerevole dell'economia in molte comunità intorno a DeGray.

### Impatto pubblico
I vantaggi offerti dal lago DeGray sono più che semplicemente economici. Fornendo al pubblico opportunità di svago attivo, il lago DeGray aiuta a combattere uno dei problemi sanitari più significativi della nazione: la mancanza di attività fisica. I programmi e le attività ricreative presso DeGray aiutano anche a rafforzare i legami familiari e le amicizie, offrono opportunità ai bambini di sviluppare abilità personali, danno al pubblico le conoscenze per diventare custodi della natura e aumentare la sicurezza nell'acqua. Le esperienze ricreative aumentano la motivazione a saperne di più sull'ambiente; comprensione e consapevolezza delle problematiche ambientali; sensibilità per l'ambiente.